# Плетуха звичайна

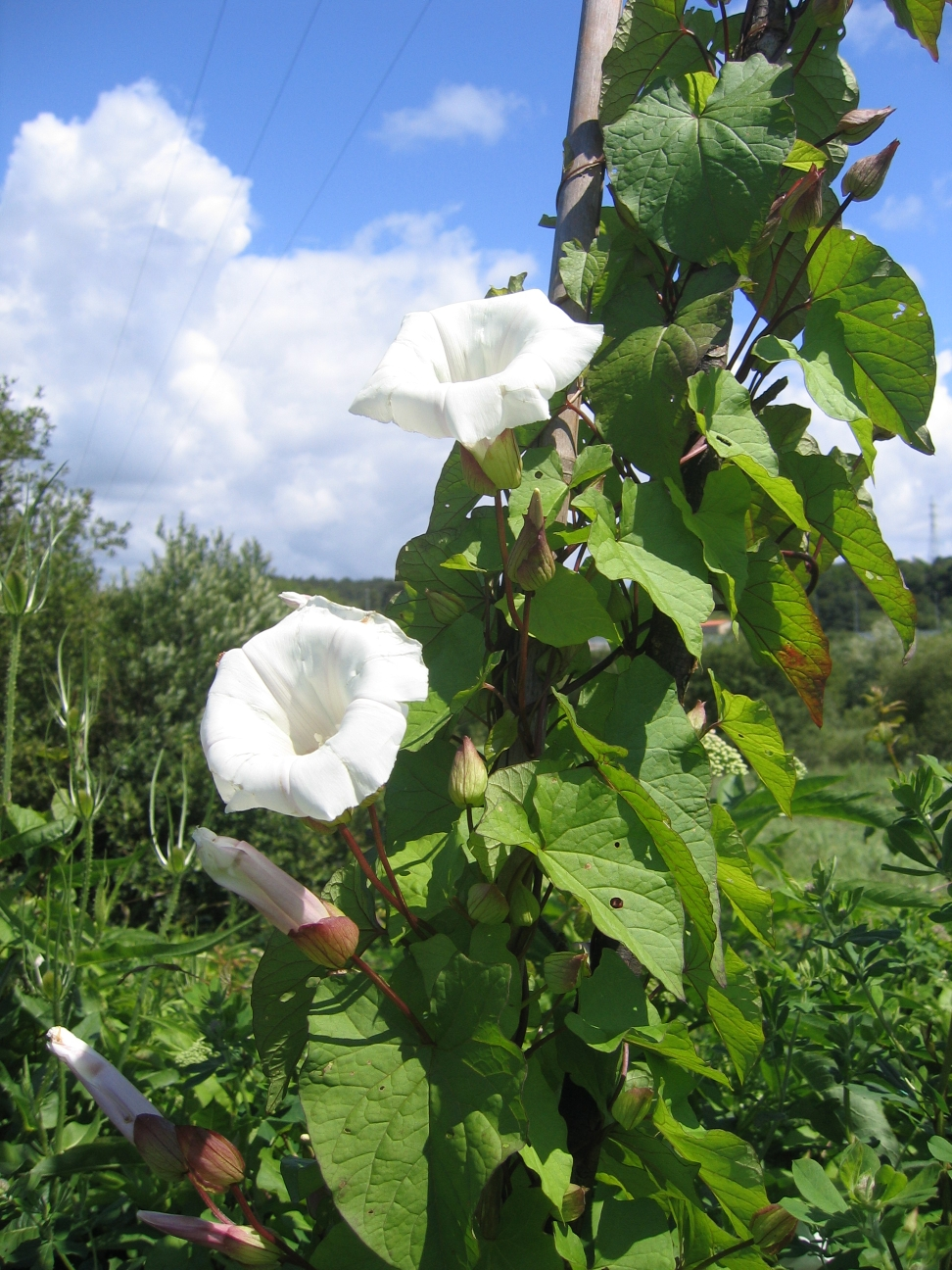
Calystegia sepium

Плетуха звичайна (Calystegia sepium, синонім — Convolvulus sepium) — багаторічна кореневищна трав'яниста рослина родини березкових.

## Опис
Стебло витке, гладеньке, до 3 м завдовжки. Листки чергові, прості, цілісні, трикутно-яйцеподібні, з серцеподібною основою й загостреним вершечком. Квітки правильні, великі, одиничні, пазушні, на квітконіжках, довших за листки; чашечка — з п'ятьма рівними лопатями; віночок зрослопелюстковий, лійкоподібно-дзвоникоподібний, білий, рідше — блідо-рожевий, 3,5—6 см завдовжки. Плід — коробочка. Цвіте з червня по серпень.

## Поширення
Плетуха звичайна росте по всій території України на вологих місцях, по берегах річок і озер та серед чагарників.

## Заготівля і зберігання
Для медичних потреб використовують траву (Herba Calystegiae), або окремо листя (Folia Calystegiae), коріння (Radix Calystegiae) і квітки (Flores Calystegiae) плетухи. Траву, як і листя, заготовляють під час цвітіння рослини й використовують свіжою або сушать. Коріння, зібране рано навесні або восени, і квітки сушать. Рослина неофіци-нальна.

## Хімічний склад
Усі частини рослини містять дубильні речовини (до 8,5%), сапоніни і флавоноїди. У квітках є флавони. Фармакологічні властивості і використання. Смолиста речовина, що міститься в рослині, має різко виражені проносні властивості. Поряд з цим рослина має діуретичні й глистогінні властивості, прискорює гоєння ран. Препарати трави або листя плетухи рекомендують при стійких запорах і водянці. Так само вживають і настойку з коріння. Настій квіток вважається ефективним засобом від простуди. Свіжовижатий сік рослини або настойку з свіжої трави використовують для компресів і примочок на рани. Притаманні рослині токсичні властивості змушують бути обережними при використанні її.